# Le Repas d'Emmaüs
Le Repas d'Emmaüs est un tableau réalisé vers 1632-1639 par Matthias Stom, un peintre néerlandais, ou peut-être flamand. De format horizontal, cette huile sur toile est une peinture chrétienne qui illustre un passage de l'Évangile selon Luc, dans le Nouveau Testament. Elle représente l'instant où Jésus-Christ suscite la surprise des pèlerins d'Emmaüs en rompant du pain à leur table, qu'éclaire une unique bougie dont la flamme occupe le centre de la composition. Achetée en 1826 par la commune de Grenoble, dans l'Isère, en France, l'œuvre est conservée au musée de Grenoble.